# Katholisch-Theologische Fakultät der Universität Wien

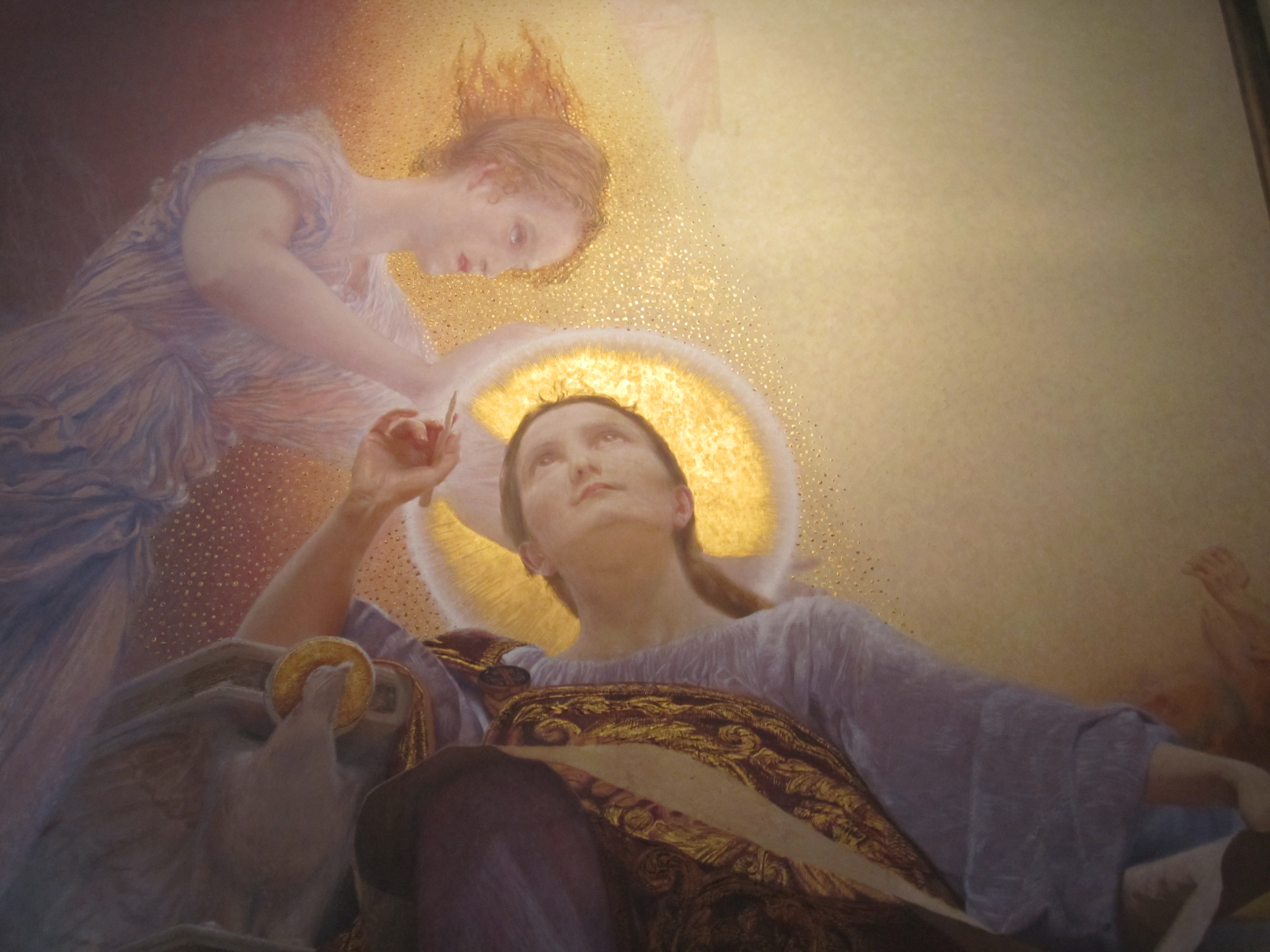
Theologie von Franz Matsch

Die Katholisch-Theologische Fakultät ist eine von 20 Fakultäten und Zentren der Universität Wien und eine der größten im theologischen Fach im deutschen Sprachraum. Sie versteht sich als ein Forschungs- und Studienort im Dialog mit anderen Wissenschaften, mit der gesellschaftlichen Öffentlichkeit und der Kirche. Im Oktober 2018 wurde Johann Pock zum Dekan der Fakultät ernannt.
An Fakultät forschen und lehren ca. 70 Wissenschafterinnen und Wissenschafter in sieben Instituten (15 Fachbereichen) und vier fakultären Forschungsschwerpunkten. Sie ist an zwei interdisziplinären Forschungszentren (Religion and Transformation in Contemporary Society, Forschungszentrum Menschenrechte), an einer interdisziplinären Forschungsplattform (Ethik und Recht in der Medizin) und an einem Zentrum der Universität Wien (Zentrum für LehrerInnenbildung) beteiligt.
2017 studierten ca. 1000 Studierende aus rund 30 Ländern an der Fakultät. Das Studienangebot umfasst 12 theologische und religionswissenschaftliche Studienrichtungen (Bachelor-, Master-, Diplom-, Doktorats- und PhD-Studien) und zwei religionswissenschaftliche Erweiterungscurricula.

## Geschichte
Die Katholisch-Theologische Fakultät der Universität Wien wurde von Herzog Albrecht III. gegründet, die kirchliche Bewilligung erfolgte am 21. Februar 1384 durch Papst Urban VI. Damit ist die Wiener Fakultät die älteste theologische Fakultät im heutigen deutschen Sprach- und Kulturraum (Universität Prag 1348).
Mit 1. Oktober 2024 soll das Institut für Islamisch-Theologische Studien, das bis dahin an der Philologisch-Kulturwissenschaftlichen Fakultät verankert war, Teil der Katholisch-Theologischen Fakultät werden.

## Forschungsschwerpunkte
- Ethik in religiösen und säkularen Kontexten
- Religion und Transformation (mit Stand von 2021 im Rahmen des Forschungszentrums „Religion and Transformation in Contemporary Society“)
- Text und Mystik
- Theologische Mediävistik

## Wissenschaftliche Buchreihen
Die Katholisch-Theologische Fakultät ist an zwei wissenschaftlichen Buchreihen beteiligt: „Wiener Forum für Theologie und Religionswissenschaft“ sowie „Religion and Transformation in Contemporary European Society“.

## Theologisches und Religionswissenschaftliches Studienangebot

### Diplomstudium
- Katholische Fachtheologie (15W und auslaufende Version)

### Bachelorstudien
- Religionspädagogik, Schwerpunkt Katholische Religionspädagogik (15W und auslaufende Versionen)
- Religionspädagogik Schwerpunkt Pädagogik der Religionen (15W und auslaufende Versionen)
- Lehramt Unterrichtsfach Katholische Religion
- Islamisch-Theologische Studien
- Alevitisch-Theologische Studien

### Masterstudien
- Religionspädagogik Schwerpunkt Katholische Religionspädagogik (15W und auslaufende Version)
- Religionspädagogik Schwerpunkt Orthodoxe Religionspädagogik
- Unterrichtsfach Katholische Religion
- Theologische Spezialisierung
- Religionswissenschaft
- Islamische Religionspädagogik

### Doktorats- und PhD-Studien
- Theologische Studien und Religionsforschung

### Erweiterungscurricula Religionswissenschaft
- Grundlagen und Methoden der Religionswissenschaft
- Hauptthemen der Religionsgeschichte

## Institute und Fachbereiche

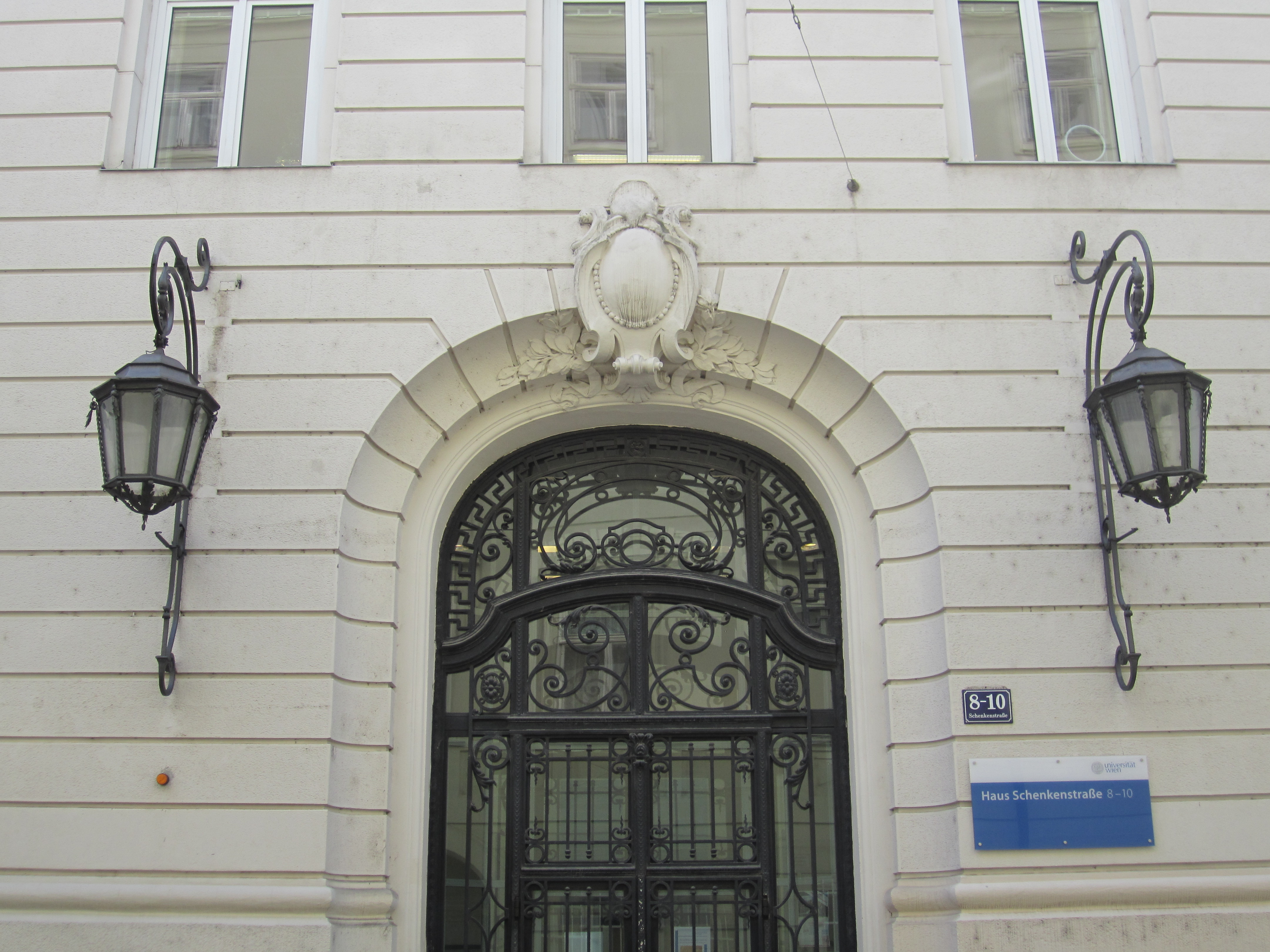
Institutsgebäude in der Schenkenstraße 8–10, 1010 Wien

Die Katholisch-Theologische Fakultät ist in 7 Institute mit insgesamt 15 Fachbereichen gegliedert. Alle Institute sind im Universitätsgebäude Schenkenstraße 8–10, 1010 Wien untergebracht.
Institut für Bibelwissenschaft
- Altes Testament: Michael Weigl, Agnethe Siquans
- Neues Testament: Martin Stowasser, Markus Tiwald

Institut für Interkulturelle Religionsphilosophie
- Johann Schelkshorn

Institut für Historische Theologie
- Kirchengeschichte: Thomas Prügl, Rupert Klieber
- Liturgiewissenschaft und Sakramententheologie: Hans-Jürgen Feulner
- Theologie und Geschichte des Christlichen Ostens: Thomas Mark Németh, Ioan Moga
- Theologie der Spiritualität: Marianne Schlosser

Institut für Islamisch-Theologische Studien
- Tuğrul Kurt

Institut für Kirchenrecht und Religionsrecht
- Andreas Kowatsch

Institut für Praktische Theologie
- Pastoraltheologie und Kerygmatik: Johann Pock, Christian Friesl, Regina Polak
- Religionspädagogik und Katechetik: Andrea Lehner-Hartmann

Institut für Religionswissenschaft
- Lukas Pokorny, Karl Baier, Birgit Heller, Hans Gerald Hödl

Institut für Systematische Theologie und Ethik
- Dogmatik und Dogmengeschichte: Jan-Heiner Tück
- Sozialethik: Alexander Filipović, Christa Schnabl
- Theologische Ethik: Sigrid Müller, Gunter Prüller-Jagenteufel
- Theologische Grundlagenforschung: Kurt Appel, Wolfgang Treitler, Jakob Deibl

Forschungszentrum Religion und Transformation

## Ehemalige Lehrende an der Fakultät
- Leopold Ackermann, Alttestamentler
- Johann Altzheim
- Franz Arnold, Kirchenrechtler
- Martin Becanus
- Matthias Beck, Ethiker
- Gottfried Bessel, Abt des Stiftes Göttweig
- Georg Braulik, Alttestamentler
- David Gregor Corner
- Nikolaus von Dinkelsbühl
- Bruno Dreher, Religionspädagoge
- Thomas Ebendorfer
- Albert Ehrhard, Kirchenhistoriker
- Eduard Eichmann, Kirchenrechtler
- Albert Engelschalk
- Johann Figl
- Karl-Heinz Frankl, Kirchenhistoriker
- Franz von Retz
- Anton Füster
- Ingeborg Gabriel, Sozialethikerin
- Johannes Geuss
- Martin Grabmann
- Gisbert Greshake, Dogmatiker
- Adrian Gretsch
- Paul Hofmann
- Adolf Holl
- Johannes Hollnsteiner, Dekan
- Karl Hörmann, Moraltheologe
- Theodor Innitzer, Neutestamentler und Erzbischof von Wien
- Martin Jäggle, Pastoraltheologe
- Carl Jellouschek
- Josef Alois Jüstel
- Wilhelm Keilbach
- Gerhard Kikpot von Kalkar
- Walter Kirchschläger
- Johannes Kosnetter
- Jacob Kremer, Bibelwissenschafter
- Roman Kühschelm, Bibelwissenschafter
- Heinrich von Langenstein
- Wolfgang Langer, Religionspädagoge
- Rudolf Langthaler, Philosoph
- Floridus Leeb, Propst des Stiftes Klosterneuburg
- Hartlevus de Marca
- Gerhard Marschütz, Ethiker
- Hansjörg Auf der Maur, Liturgiewissenschafter
- Johannes Messner, Ethiker
- Johann Baptist Metz, Fundamentaltheologe
- Ludger Müller, Kirchenrechtler
- Laurenz Müllner
- Alois Musil
- Hubertus Mynarek
- Wilhelm Anton Neumann, Alttestamentler und Kunsthistoriker
- Nikolaus von Kreuznach
- Andreas Oberleitner
- Michael Pfliegler
- Johannes Poley
- Bruno Primetshofer, Kanonist
- Joseph Pritz
- Joseph Redlhamer
- Andreas Reichenberger
- Johann Reikerstorfer, Fundamentaltheologe
- Anton Reyberger
- Anselm Ricker
- Floridus Röhrig, Kirchenhistoriker
- Josef Scheiner, Alttestamentler
- Rudolf von Scherer, Kanonist
- Kaspar Scheurer, Senior und Dekan
- Franz Martin Schindler
- Nivard Schlögl, Alttestamentler
- Johannes Michael Schnarrer
- Clemens Schrader
- Ludger Schwienhorst-Schönberger, Bibelwissenschafter
- Ignaz Seipel, Moraltheologe und Bundeskanzler
- Ferdinand Staudinger
- Johannes Kaspar Stredele von Montani und Wisberg
- Bertram Stubenrauch
- Ernst Christoph Suttner
- Beda Thum
- Daniel Tobenz
- Ernst Tomek, Kirchenhistoriker
- Heinrich Totting von Oyta
- Günter Virt, Moraltheologe
- Rudolf Weiler, Ethiker
- Josef Weismayer, Dogmatiker
- Karl Werner
- Friedrich Wessely
- Cölestin Wolfsgruber, Kirchenhistoriker
- Augustinus Karl Wucherer-Huldenfeld
- Martha Zechmeister
- Hermann Zschokke, Alttestamentler und Weihbischof der Erzdiözese Wien
- Paul Michael Zulehner, Pastoraltheologe

## Besonderes
Im Sitzungssaal der Katholisch-Theologischen Fakultät der Universität Wien befindet sich das Gemälde Theologie von Franz Matsch, welches als einziges von vier Gemälden der sogenannten Fakultätsbilder im Original erhalten blieb.